# Peter Bircher

Peter Bircher (1990)

Peter Bircher (* 1. Juni 1939 in Wölflinswil, heimatberechtigt in Wölflinswil) ist ein Schweizer Politiker (CVP).
Nach einer kaufmännischen Ausbildung wirkte er während zwanzig Jahren als Gemeindeschreiber in Wölflinswil und Oberhof. Später arbeitete er als Sekretär und Informationsbeauftragter für die Katholische Landeskirche Aargau.
Von 1973 bis 1990 war Bircher im Grossen Rat des Kantons Aargau. Am 17. September 1990 rückte er für den zurückgetretenen Beda Humbel in den Nationalrat nach und hatte dort in mehreren Kommissionen Einsitz. Am 5. Dezember 1999 schied er aus dem Amt aus.
Peter Bircher ist verheiratet und hat zwei Kinder. In der Schweizer Armee ist er Soldat. Er präsidierte unter anderem den Aargauer Verein für Suchtprobleme und übte diverse Verwaltungsratsmandate aus. Er verfasste unter anderem ein Buch sowie einen Landschaftsführer über den Aargauer Jura und beteiligte sich an einem Pilotprojekt des Bundes im Bereich ökologische Landwirtschaft, woraus 2002 der Verein "dreiklang.ch Aare-Jura-Rhein" (ab 2009 Jurapark Aargau) hervorging.